# دوروثيا صوفي من نيوبورغ
دوروثي صوفي من نيوبورغ (نيوبورغ؛ 5 يوليو 1670-15 سبتمبر 1748؛بارما) كانت الأميرة بالاتينات بالولادة ودوقة بارما القرينة، وهي ابنة فيليب فيلهلم، ناخب بالاتينات وإليزابيث أمالي من هسن-دارمشتات وكان ترتيبها الرابع عشر من سبع عشر طفلاً لهما، فكانتا أخوته الكبار إليونور ماغدالينه إمبراطورة الرومانية المقدسة بزواجها من ليوبولد الأول، وماريا صوفيا ملكة البرتغال بزواجها من بيدرو الثاني، وماريا آنا، ملكة إسبانيا بزواجها من كارلوس الثاني·
أصبحت متزوجة من إدواردو فارنيزي أمير بارما الوراثي عام 1690 وتوفي في 1693 وانجبت منه ولد وابنة:-
- أليساندرو إجنازيو فارنيزي (6 ديسمبر 1691- 5 أغسطس 1693)·
- إليزابيث فارنيزي ملكة إسبانيا (25 أكتوبر 1692 - 11 يوليو 1766) تزوجت من فيليب الخامس ملك إسبانيا وهي ووالدة كارلوس الثالث ملك إسبانيا وفيليب دوق بارما وماريانا فيكتوريا ملكة البرتغال·

ثم تزوجت من أخيه فرانشيسكو، لأنه لا يريد أن يتخلى عن المهر دوروثيا ومع ذلك ظل هذا الزواج بدون أطفال.
فرانشيسكو توفي في عام 1727، وخلفه شقيقه الوحيد المتبقي أنطونيو أيضا اعتبر آخر فرد من السلالة، توفي بتراً سنة 1731، دوقية بارما ذهبت إلى الأكبر أحفاد دوروثيا، حفيدها ذو 16 عاماً كارلوس من إسبانيا حكمت دوروثيا كوصية حتى 1735، عندما تم تخلت عن دوقية لصالح النمسا بعد حرب الخلافة البولندية، توفيت في بارما في 1748.